# 詹姆斯·「索耶」·福特
詹姆斯·「索耶」·福特（James "Sawyer" Ford），是美國廣播公司懸疑類電視連續劇《迷失》的角色之一，由乔什·霍洛威（Josh Holloway）飾演。

## 性格
索耶喜愛看書，但卻是一個態度粗鄙的人，常替別人起外號，所以起初其他倖存者並不喜歡他。他總是從廢墟中竊取不屬於自己的物件，又藏匿威士忌和色情書刊。索耶又會玩弄和操縱其他倖存者，例如訛稱藏有香農·盧瑟福的哮喘藥，並承諾若得到凱特·奧斯頓的吻便會將之交出，但事實上他從未藏有過香農的藥物。後來在幫助傑克·謝潑德逃離荒島的三季裏，索耶漸漸變得成熟並開始學會關懷身邊的人。